# خانه وقفی
خانه وقفی مربوط به دوره متاخر اسلامی دوره صفوی است و در شهرستان خاتم، بخش مرکزی، شهر مروست، مقابل مسجد جامع واقع شده و این اثر در تاریخ ۲۲ آبان ۱۳۸۶ با شمارهٔ ثبت ۱۹۸۹۰ به‌عنوان یکی از آثار ملی ایران به ثبت رسیده است.